# Medicina deportiva

Diagrama del flujo sanguíneo en el corazón

La medicina deportiva  es una rama más de la medicina que estudia los efectos del ejercicio del deporte y, en general, de la actividad física, en el organismo humano, desde el punto de vista de la prevención y tratamiento de las enfermedades y lesiones. También, esta especialidad va adquiriendo día a día un mayor protagonismo dentro del campo de las ciencias de la salud. Además, se reconoce que el ejercicio produce beneficios sobre todo en enfermedades cardiovasculares, osteomusculares, metabólicas, y para mejorar el estado físico en general por medio de la prevención y promoción en salud. Por seguridad se debe formular como si fuera un medicamento, para definir las dosis, tipo, duración, frecuencia, y las pruebas de tolerancia.
También se le denomina medicina del deporte, medicina de la actividad física, medicina de la educación física, medicina del ejercicio, medicina especializada en deportología.
Algunos opinan que el término medicina deportiva, aunque utilizado por algunos medios de comunicación, no es de uso correcto, al igual que no es correcto el término medicina trabajadora, sino medicina del trabajo. En forma análoga el término correcto es medicina del deporte.
Está reconocida como una rama de la medicina por lo que existen cursos en diversas universidades, sea dentro de una maestría, especialización, subespecialización, Curso Tutelar o Curso Básico.
Esta diversidad da como resultado que la orientación primaria del especialista en medicina del deporte puede variar según el país de que se trate. Así, en algunos países el médico del deporte es preferentemente un médico clínico, en otros es un médico traumatólogo que se dedica a atender lesiones del deporte o también se trata de un especialista o subespecialista en ergometría o pruebas de esfuerzo, en rehabilitación de pacientes diabéticos, o en prevención de enfermedades cardiovasculares.
Las ramas y disciplinas de la medicina del deporte incluyen las básicas (anatomía, fisiología, biomecánica del ejercicio, etc.), las clínicas (prevención, tratamiento y rehabilitación de lesiones y enfermedades) y otras ciencias aplicadas al deporte (psicología, nutrición, entrenamiento en el deporte, metrología, cineantropometría, etc.).
Los principales cometidos de la medicina del deporte son:
- Misión preventiva.
- Misión orientadora.
- Misión curativa.

## La salud pública
La necesidad de incrementar las estrategias preventivas como mejor solución al aumento del gasto sanitario general, sitúa a nuestra especialidad en la vanguardia de las potenciales actuaciones para mejorar la salud pública a través de la promoción de estilos de vida más saludables. En esa área, la práctica segura y saludable del ejercicio físico es uno de los principales hábitos en los que basar las recomendaciones que se hagan a los ciudadanos independientemente de su edad, sexo, nivel de condición física o de salud, ya que una vida físicamente activa es una verdadera fuente de beneficios para conseguir una mejora en la calidad y expectativa de vida.
Los físicos de la SEM se encuentran frecuentemente implicados en la promoción de los beneficios terapéuticos de la actividad física, el ejercicio y el deporte para las personas y comunidades. Los físicos de la SEM en el Reino Unido pasan un período de su formación en la salud pública y en asesorar a los médicos de la salud pública sobre las cuestiones relativas a la promoción de actividad física.

## Medicina del ejercicio

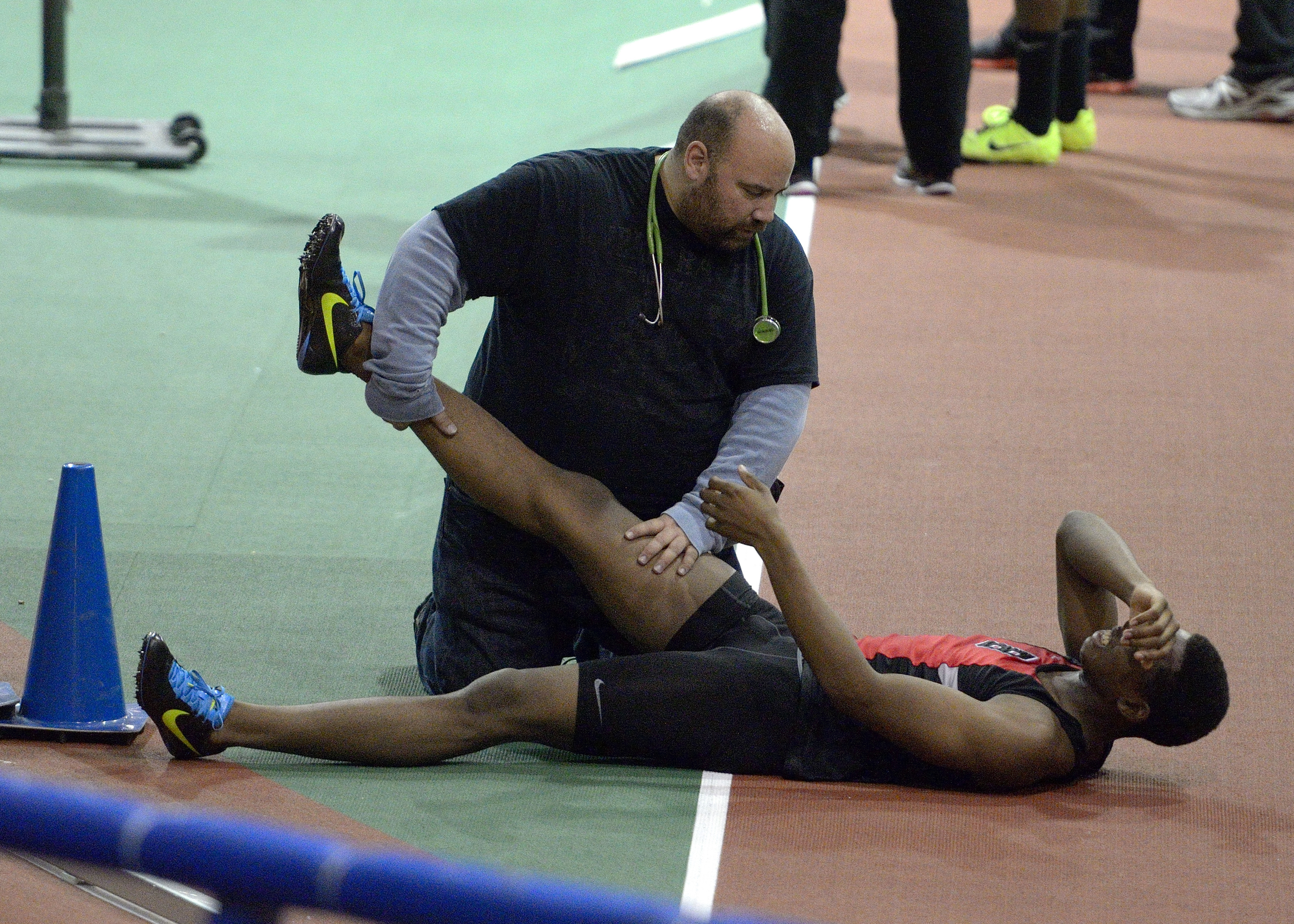
Medicina deportiva

La medicina del ejercicio básicamente tiene el mismo objetivo fundamental que la del deporte, obtener que las personas con problemas de salud, empleen el ejercicio físico para mejorar su calidad de vida, a partir de un adecuado estilo de vida. Además, de igual manera, evitar por medio del acondicionamiento físico científicamente establecido, tanto la enfermedad como una mejor aproximación a diversos factores de riesgo cardiovascular, músculo-esquelético, metabólico, mental, para así limitar su aparición o disminuir los impactos negativos que en el organismo tienen entidades como hipertensión arterial, diabetes, enfermedad renal, cardiopatía isquémica, y otras condiciones que incluyen las mentales, tipo depresión y neurosis.
Los beneficios de la actividad física y el deporte se pueden constatar en diversas poblaciones de distintos grupos como: niños, adultos, ancianos, enfermos cardiovasculares o no, incluyendo enfermos de cáncer. Aunque todo paciente o persona se puede someter a sesiones de ejercicio. Como el ejercicio físico personal, no produce beneficios, se debe aplicar el criterio de entrenabilidad para conseguir en el organismo las adaptaciones fisiológicas, a corto como a largo plazo, que son su consecuencia. Salvo en contadas excepciones, no se debe realizar ejercicio físico, pues en tales casos el estrés metabólico, fisicoquímico, bioquímico, neurohormonal, biomecánico que produce el ejercicio, puede tener consecuencias serias. Sin embargo, a este tipo de programas se pueden someter pacientes cardíacos antes y después de intervenciones quirúrgicas, o quienes padecen entidades osteomusculares, y hasta mujeres en embarazo.
El informe Foresight emitido por la Delegación del Gobierno de la Ciencia, el 17 de octubre de 2007, destacó los insostenibles costes sanitarios y económicos de una nación que sigue siendo en gran medida una vida sedentaria. Se prevé que los costos incrementados de la inactividad serán de 10 billones de libras al año en 2050 y los costos más amplios a la sociedad y las empresas con 49.9 billones de dólares. La inactividad física conduce inevitablemente a la mala salud y se prevé que el costo de pagar por el impacto será insostenible en el futuro. Ningún grupo existente de médicos especialistas está equipado con las habilidades y la formación suficiente para hacer frente a ese desafío.
El concepto de ejercicio como herramienta de salud está adquiriendo mucha importancia. Los médicos de la SEM son capaces de evaluar las comorbilidades de los pacientes médicos, también realizan pruebas de esfuerzo y ofrecen una prescripción de ejercicio, junto con un programa de motivación y clases de ejercicio.
Para prescribir el ejercicio físico se tienen en cuenta los siguientes pasos:
• Tipo de ejercicio que se va a realizar: aeróbico, anaeróbico, continuo, intervalos, máximo, submáximo.
• Duración, o sea, el tiempo conveniente de acuerdo con la persona que se somete al ejercicio; para que un individuo con molestias cardiovasculares adquiera acondicionamiento físico, se debe someter como mínimo a un programa de 30 minutos de ejercicio.
• Intensidad, hasta cuánta frecuencia cardíaca se va a trabajar durante el ejercicio.
• Frecuencia, cuántas veces por semana se realizará el ejercicio.
• Indicaciones y contraindicaciones, el ejercicio físico está indicado en la promoción y prevención de la salud, en especial cardiovascular, músculo-esquelética, metabólica y mental.

## Lesiones deportivas comunes
Conmoción cerebral: Causada por un traumatismo craneal severo donde el cerebro se mueve violentamente dentro del cráneo causando la destrucción de las células, como una convulsión.
Calambres musculares: Un dolor repentino e intenso causado por un músculo encerrado en un espasmo. Los calambres musculares también son reconocidos como un músculo involuntario que siempre se encuentra en tensión.
Torceduras del LCA: El ligamento cruzado anterior (LCA) es aquel que participa en la estabilización de la rodilla. Una ruptura del LCA puede ocurrir cuando el pie se mantiene inmóvil y la rodilla sufre una dislocación.
Esguince de tobillo: Los ligamentos que fijan los huesos del tobillo en su lugar pueden ser fácilmente sobrecargados.
Calambres en la espinilla: El tejido que conecta los músculos de la pantorrilla al hueso de la espinilla pueden estar tirando del hueso, o pueden estar inflamados por su uso excesivo.
Distensiones musculares: Son lágrimas en los músculos que causan dolor y pérdida de función del músculo.

## Prevención de lesiones deportivas
La prevención de lesiones deportivas es un aspecto crucial de la medicina deportiva. La realización de una buena preparación física antes de participar en cualquier tipo de actividad física o deporte es esencial para reducir el riesgo de lesiones y mejorar el rendimiento general. Esto incluye la realización de ejercicios de calentamiento y estiramiento adecuados, así como la adopción de una dieta equilibrada y una rutina de entrenamiento que abarque tanto la fuerza como la resistencia. La implementación de estos hábitos saludables puede ayudar a los atletas a mantenerse en forma y a disfrutar de sus deportes favoritos de manera segura y efectiva.
Además, incorporar tecnologías de evaluación como la termografía infrarroja puede complementar las estrategias tradicionales de prevención, al permitir la detección temprana de desequilibrios térmicos relacionados con el sobreuso muscular. Esto resulta especialmente útil en deportes asimétricos, donde el lado dominante tiende a sufrir una mayor carga. Al integrarse dentro de una rutina de calentamiento, estiramiento y entrenamiento equilibrado, esta herramienta contribuye a reforzar la prevención de lesiones y a optimizar el rendimiento físico de manera más segura y efectiva.

## Tratamiento de lesiones deportivas
La fisioterapia es una parte fundamental de la medicina deportiva y juega un papel crucial en el tratamiento y la prevención de lesiones deportivas. Los fisioterapeutas trabajan con atletas y personas activas para evaluar y tratar lesiones, así como para ayudar a prevenir futuras lesiones mediante la mejora de la fuerza, la flexibilidad y el equilibrio. Además, los fisioterapeutas pueden proporcionar una variedad de terapias, incluyendo masajes, ejercicios y terapia manual, para ayudar a aliviar el dolor y la inflamación, y para promover la curación y la rehabilitación de lesiones deportivas. La fisioterapia es una parte crucial de la medicina deportiva y puede ser esencial para ayudar a los atletas a recuperarse de lesiones y a mejorar su rendimiento deportivo.

## Medicina regenerativa
En los últimos años, la medicina regenerativa ha experimentado un notable avance, basado en el aprovechamiento de los mecanismos naturales del cuerpo para reemplazar células dañadas por células sanas en tejidos específicos. Su propósito es estimular o regenerar células, tejidos u órganos para restablecer una función normal, y va más allá del uso de células madre, ya que también incluye el empleo de diversos factores solubles que actúan en varios procesos biológicos, la ingeniería de tejidos tanto dentro como fuera del cuerpo, y la terapia génica. Entre estos enfoques, los que más han progresado son el uso de células madre adultas y el de plaquetas con sus componentes, que contienen numerosos factores regenerativos. En ortopedia y traumatología, estos métodos ya han mostrado buenos resultados en el tratamiento de lesiones como fracturas óseas, quistes óseos, pseudoartrosis, osteonecrosis, artropatías degenerativas, y desgarros musculares y tendinosos.

## Organizaciones
- Colegio Americano de Medicina Deportiva (ACSM). Fundado en 1954, el Colegio Americano de Medicina Deportiva es una de las más amplias y prominentes organizaciones científicas del ejercicio y salud del mundo. Presenta más de 45 000 miembros tanto internacionales como nacionales y regionales.[11]
- Sociedad Ortopédica Americana para la Medicina Deportiva (AOSSM). Esta es un líder mundial en la enseñanza de la medicina deportiva, la investigación, la comunicación y el compañerismo. Fundada en 1972, esta sociedad es una organización internacional de cirujanos ortopédicos y otros profesionales de la salud dedicados a la medicina deportiva. Esencialmente todos los equipos profesionales y universitarios poseen un médico que es miembro de esta sociedad.